# Gammabomb
Gammabomb (hafnium-178 bomb), är ett möjligt framtida vapen som frigör den mesta av sin energi i form av gammastrålning istället för tryckvågor. 
Ämnet är preparerat med hafnium-isotopen 178-2mHf som genom bestrålning av energirika fotoner exciterats. Detta utförs med hjälp av en kärnreaktor eller partikelaccelerator. När ämnet bestrålas med röntgenstrålning sönderfaller hafnium extra snabbt med en energirik detonation.[källa behövs] På grund av metastabiliteten krävs dock en spinnförändring innan sönderfallet kan ske.[källa behövs] Den normala halveringstiden för hafnium är 31 år.

## Fotnoter
1. ↑  178 protoner och neutroner; m:et står för metastabil kärnisomer